# Célia Bourgeois
Célia Bourgeois (* 9. Juni 1983 in Champagnole) ist eine ehemalige französische Skilangläuferin.

## Karriere
Bourgeois nahm von 2007 bis 2009 vorwiegend am Alpencup teil. Ihr erstes Weltcuprennen absolvierte sie im Februar 2008 in Liberec, welches sie auf den 31. Platz über 7,6 km Freistil beendete. Im März 2008 holte sie in Oslo mit dem 29. Platz über 30 km Freistil ihre ersten Weltcuppunkte. Bei den nordischen Skiweltmeisterschaften 2009 in Liberec erreichte sie den 27. Platz im 30-km-Massenstartrennen und den achten Rang mit der Staffel. Die Tour de Ski 2009/10 und 2010/11 beendete sie auf dem 34. und dem 28. Platz in der Gesamtwertung. Bei den Olympischen Winterspielen 2010 in Vancouver kam sie auf den 47. Platz über 10 km Freistil und den sechsten Platz mit der Staffel. Im Februar 2011 erreichte sie in Rybinsk mit dem 14. Platz im 15-km-Verfolgungsrennen ihre beste Platzierung in einem Weltcuprennen. Bei den nordischen Skiweltmeisterschaften 2011 in Oslo belegte sie den 48. Platz im 15-km-Verfolgungsrennen und im 30-km-Massenstartrennen den 13. Rang mit der Staffel. Von 2011 bis 2016 trat sie bei Skimarathonrennen an, wobei sie 2013 den Transjurassienne und den Marathon de Bessans gewann.
Vor ihrem Wechsel zum Skilanglauf war Bourgeois als Biathletin aktiv. Hier hatte sie ihre größten Erfolge im Juniorenbereich. Bei den Juniorinnenrennen der Biathlon-Europameisterschaften 2001 in Haute-Maurienne gewann sie an der Seite von Delphine Peretto und Anne Lise Bailly ebenso die Bronzemedaille wie bei den Biathlon-Juniorenweltmeisterschaften 2004 an selber Stelle mit Pauline Jacquin und Bailly.

## Weltcup-Statistik
Die Tabelle zeigt die erreichten Platzierungen im Einzelnen.
- 1.–3. Platz: Anzahl der Podiumsplatzierungen
- Top 10: Anzahl der Platzierungen unter den ersten zehn
- Punkteränge: Anzahl der Platzierungen innerhalb der Punkteränge
- Starts: Anzahl gelaufener Rennen in der jeweiligen Disziplin
- Hinweis: Bei den Distanzrennen erfolgt die Einordnung gemäß FIS.

| Platzierung         | Distanzrennen a | Distanzrennen a | Distanzrennen a | Distanzrennen a | Distanzrennen a | Skiathlon Verfolgung | Sprint | Etappen- rennen b | Gesamt | Team c | Team c  |
| Platzierung         | ≤ 5 km          | ≤ 10 km         | ≤ 15 km         | ≤ 30 km         | > 30 km         | Skiathlon Verfolgung | Sprint | Etappen- rennen b | Gesamt | Sprint | Staffel |
| ------------------- | --------------- | --------------- | --------------- | --------------- | --------------- | -------------------- | ------ | ----------------- | ------ | ------ | ------- |
| 1. Platz            |                 |                 |                 |                 |                 |                      |        |                   |        |        |         |
| 2. Platz            |                 |                 |                 |                 |                 |                      |        |                   |        |        |         |
| 3. Platz            |                 |                 |                 |                 |                 |                      |        |                   |        |        |         |
| Top 10              |                 |                 |                 |                 |                 |                      |        |                   |        |        | 5       |
| Punkteränge         | 2               | 3               | 1               | 1               |                 | 5                    |        | 1                 | 13     | 1      | 7       |
| Starts              | 4               | 9               | 2               | 2               |                 | 12                   | 6      | 3                 | 38     | 1      | 7       |
| Stand: Karriereende |                 |                 |                 |                 |                 |                      |        |                   |        |        |         |